# ليغا برو 2004–05
ليغا برو 2004–05 (بالبرتغالية: Liga de Honra de 2004–05‏) هو موسم من ليغا برو. فاز فيه نادي باسوش دي فيريرا.